# Saint-Martin-du-Tilleul
Saint-Martin-du-Tilleul település Franciaországban, Eure megyében. Lakosainak száma 245 fő (2022. január 1.). Saint-Martin-du-Tilleul Bournainville-Faverolles, Malouy, Courbépine, Bernay, Caorches-Saint-Nicolas, Plainville és Saint-Vincent-du-Boulay községekkel határos.

## Népesség
A település népessége az elmúlt években az alábbi módon változott:
| Lakosok száma | 173  | 177  | 260  | 244  | 255  | 243  | 240  | 245  | 247  | 245  |
|               | 1968 | 1982 | 1990 | 2006 | 2013 | 2015 | 2017 | 2019 | 2020 | 2022 |